# Vickers Valiant
El Vickers Valiant fue un bombardero cuatrimotor británico que formó parte de la serie de Bombarderos V de la Real Fuerza Aérea. Su desarrollo comenzó en los años 50 con motivo de la creación de la bomba atómica británica y a partir de la especificación B.35/46 de 1947, que daría el resultado del Vulcan y del Victor.

## Desarrollo

### Orígenes del bombardero de la serie V: B.35/46 y Sperrin
El Mando de Bombardeo de la Real Fuerza Aérea acabó la Segunda Guerra Mundial con la política de utilizar bombarderos pesados de cuatro hélices para las incursiones en masa. Esta política permaneció durante el periodo de posguerra inmediato, adoptando el Lincoln, una versión mejorada del Lancaster, como bombardero estándar.
El desarrollo de armas nucleares y aviones a reacción dejó esta política obsoleta. El futuro parecía pertenecer a bombarderos a reacción que pudiesen volar a una altitud y velocidad altas, sin armamento defensivo y con la capacidad de realizar un ataque nuclear.
Tras considerar varias especificaciones para un bombardero a reacción avanzado a finales de 1946, en enero de 1947, el Ministerio del Aire publicó una petición en la forma de la Especificación B.35/46 para un bombardero que al menos fuese igual que los contemporáneos soviéticos o estadounidenses. La petición llegó a la mayoría de los principales constructores aeronáuticos del Reino Unido. Mientras que Short Brothers presentó un diseño que fue considerado como demasiado ambicioso, el Mando Aéreo aceptó otra propuesta de la compañía para otra especificación, la B.14/46, para un bombardero más convencional como seguro, en caso de que hubiese problemas con el B.35/46.
El diseño de Short se convirtió en el S.A.4 Sperrin. Un prototipo realizó su primer vuelo en 1951, aunque era básicamente un bombardero de la II Guerra Mundial con reactores, con alas ligeramente en flecha y cola recta. Los motores tenían una posición inusual, con góndolas para motores gemelos Rolls-Royce Avon, uno encima del otro. Los avances en diseño e ingeniería aeronáutica había dejado al Sperrin obsoleto antes de su primer vuelo. Aunque se fabricó un segundo prototipo, se abandonó la investigación y se mantuvo como bancada de pruebas para motores.

### Orígenes del Valiant: Vickers Type 660

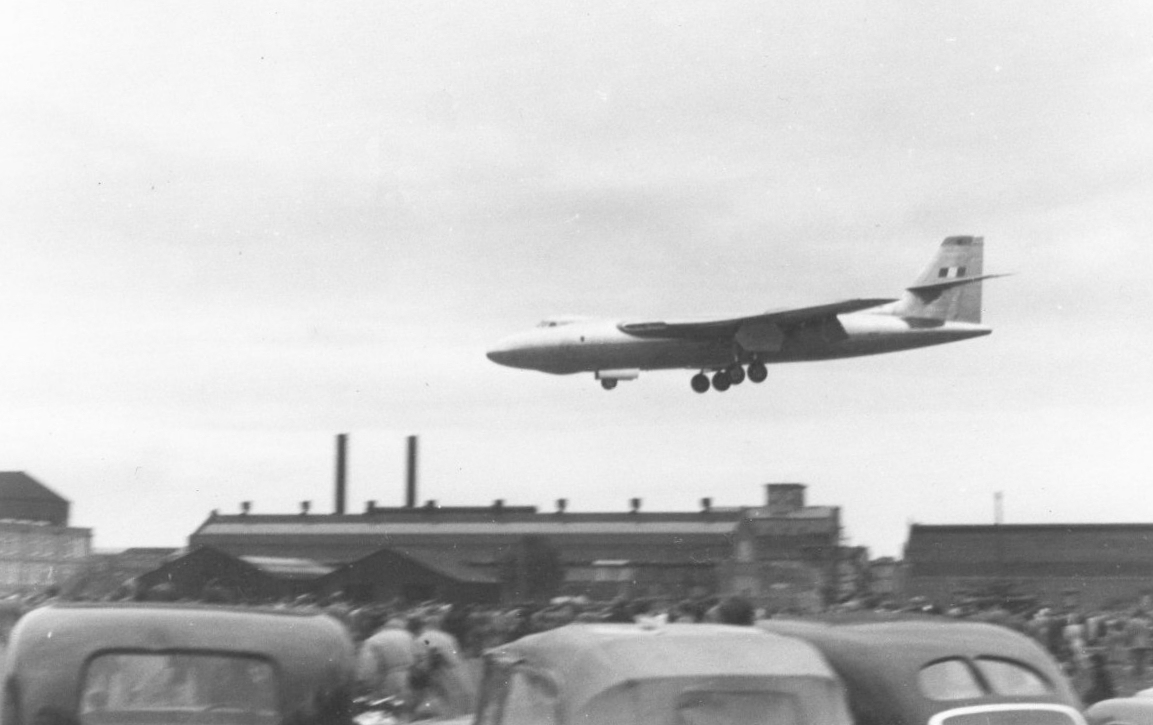
Primer prototipo del Valiant en 1951 en Farnborough.

Las compañías Handley-Page y Avro se acercaron a la competición con diseños muy avanzados. Estos se convertirían en los bombarderos Victor y Vulcan respectivamente, y el Mando Aéreo decidió otorgar contratos con ambas compañías como una forma de seguro.
La propuesta de Vickers-Armstrongs fue rechazada por ser demasiado conservadora, aunque el diseñador jefe de Vickers, George Edwards, presionó al Ministerio del Aire y realizó los cambios necesarios. Edwards consiguió vender el diseño de Vickers partiendo del hecho de que estaría disponible antes que sus competidores, llegando a prometer la entrega de un prototipo en 1951 y el avión para producción en 1953. El bombardero sería útil como recurso temporal hasta que diseños más avanzados estuviesen disponibles.
Aunque la idea de desarrollar tres aviones completamente diferentes como respuesta a una única petición puede ser impensable en la actualidad, en la posguerra los aviones eran menos sofisticados. Generalmente, el desarrollo no era demasiado problemático y era mucho más barato. En abril de 1948, el Mando Aéreo publicó una especificación bajo el nombre de B.9/48 sobre el diseño de Vickers, que recibía el nombre de Type 660 por la compañía. En febrero de 1949 se pidieron dos prototipos. El primero iba equipado con cuatro motores Rolls-Royce RA.3 Avon, mientras que el segundo llevaba cuatro motores Armstrong Siddeley Sapphire y era designado como Type 667.
El primer prototipo realizó su primer vuelo el 18 de mayo de 1951, tal y como George Edwards había prometido, varios meses antes de que el primer Short Sperrin volase. El Vickers Type 660 recibió su nombre oficial, Valiant, al mes siguiente. Aunque tradicionalmente los bombarderos de la RAF llevaban nombres de ciudades y pueblos, el nuevo avión parecía sugerir una ruptura con la tradición y su nombre se eligió tras una encuesta entre los empleados de Vickers.
En enero de 1952, el prototipo se perdió tras un incendio de un motor en vuelo. La tripulación escapó con seguridad excepto el copiloto, que se golpeó contra la cola tras saltar y murió. Tras las modificaciones en el sistema de combustible para eliminar el peligro de incendio, el segundo prototipo, el Vickers Type 667, realizó su primer vuelo el 11 de abril de 1952. Estaba equipado con motores RA.7 Avon de 33 kN de empuje en lugar de los Sapphire planeados.
La orden inicial para 25 Valiant B.1 se realizó en abril de 1951, y los primeros aviones en serie volaron en diciembre de 1953. Estos aviones se entregaron a la RAF en febrero de 1955.

### Valiant B.2
De los tres prototipos, uno fue una variante avanzada, el Valiant B.2, con el propósito de ser un marcador de objetivos de baja altura a otros bombarderos. Se alargó el fuselaje hasta los 34,8 m, se reforzaron las alas y se sustituyó el tren de aterrizaje principal, que llevaría cuatro ruedas. Su velocidad a baja cota era de 930 km/h, muy superior a los 660 km/h del B.1.
El Ministerio del Aire realizó un pedido de 17 B.2, compuesto por dos prototipos y 15 aviones operacionales en abril de 1952. El prototipo fue completado y voló por primera vez en septiembre de 1953. Sin embargo, el Ministerio del Aire apreció que el marcado de objetivos estaba obsoleto, y aunque las capacidades en vuelos bajos del B.2 podían ser deseables, el programa fue cancelado en 1955.

## Diseño

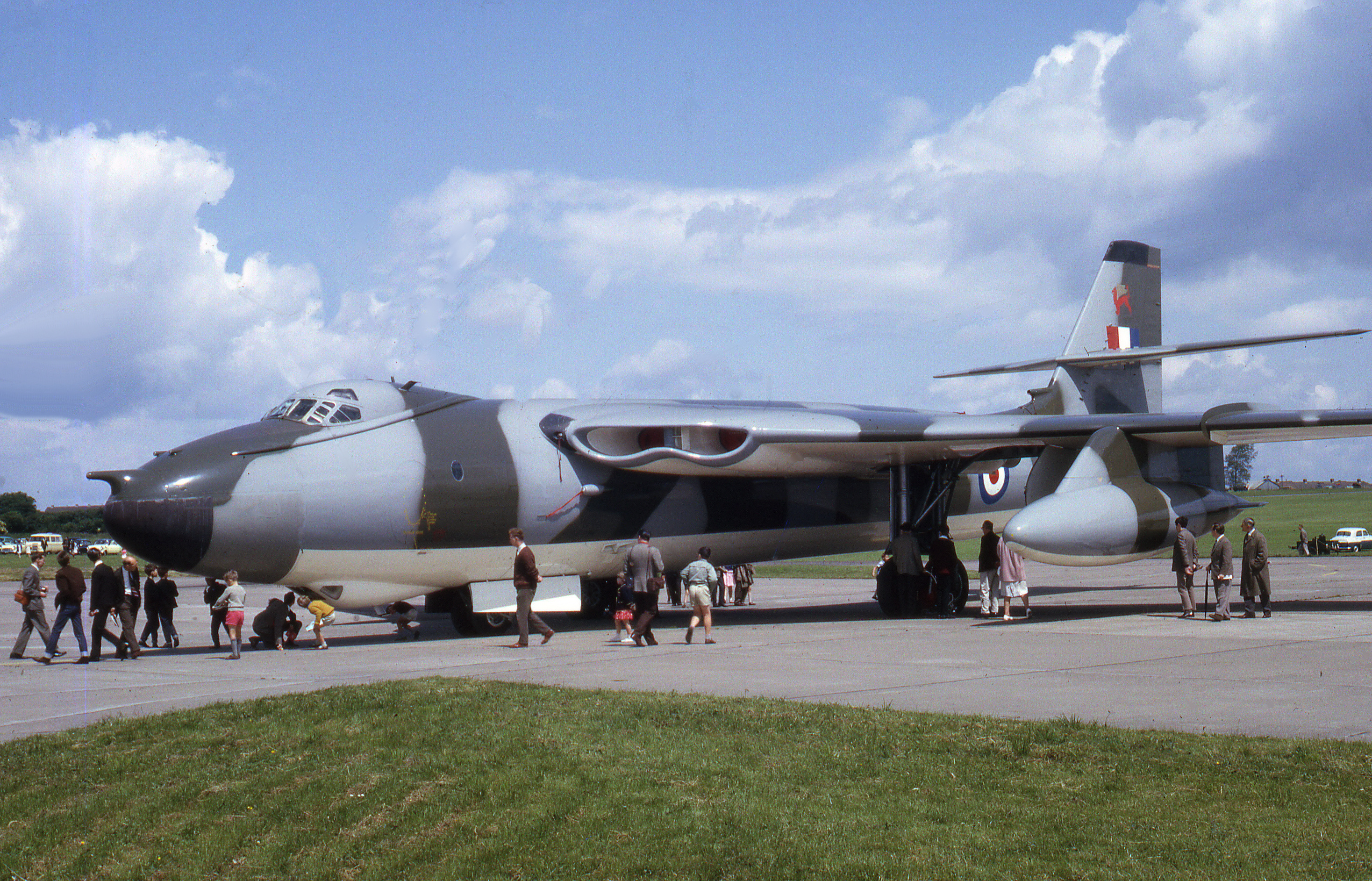
Vickers Valiant con camuflaje.

El primer prototipo del Valiant era un diseño relativamente conservador y convencional, con las alas montadas altas en el fuselaje y dos motores gemelos RA.3 Avon, de 29 kN de empuje cada uno, en las raíces alares. El diseño le daba un estilo sencillo y limpio al avión, similar a los primeros aviones a reacción.
El tamaño de las alas permitía acomodar en ellas los motores, mejorando la aerodinámica del avión. Sin embargo, el acceso a los motores para mantenimiento y reparación eran problemático y se aumentaba el riesgo que un motor fallase si su acompañante sufría algún problema.
Las alas tenían una configuración de flecha compuesta, ideada por el aerodinamicista de Vickers, Elfyn Richards. El primer tercio tenía un ángulo de 37 grados, mientras que el resto externo era sólo de 21 grados. La ala compuesta era un buen compromiso entre eficiencia aerodinámica y equilibrio.
Las tomas de aire eran de forma rectangular en el primer prototipo, pero los Valiant posteriores estaban equipados con unas entradas en forma ovalada que aumentaba el flujo de aire necesario para las versiones más potentes de los motores Avon. Las salidas de gases estaban colocadas por debajo del borde de salida de las alas, mientras que la cola estaba montada por en el timón para no entrar en la zona del motor y mejorar la maniobrabilidad.
La carga alar era relativamente baja y el Valiant fue equipado con flaps doblemente ranurados, reduciendo la distancia de despegue y mejorando el alcance del avión. El Valiant llevaba un tren de aterrizaje triciclo, con una rueda doble en el morro y en tándem en el tren principal, que se replegaba en las alas. La mayoría de los sistemas eran eléctricos. El sistema de control y los frenos eran hidráulicos, pero sus bombas estaban accionadas por electricidad.
La tripulación se alojaba en un compartimiento presurizado y consistía en un piloto, un copiloto, dos navegantes y un operador de electrónica. Sólo el piloto y el copiloto disponían de asientos eyectables. Los otros tres miembros de la tripulación debían saltar del bombardero por las escotillas laterales. El Ministerio del Aire había solicitado un sistema de escape que debería eyectar el compartimiento o, si no fuese posible, disponer de asientos de eyección para toda la tripulación. Los ingenieros de Vickers respondieron que esa petición era poco viable. Se realizaron experimentos posteriores donde se proporcionaron asientos eyectables para los tres tripulantes, pero no se hicieron cambios debido a los costes.
El Valiant B.1 podía llevar una arma nuclear de 4500 kg o hasta 21 bombas convencionales de 450 kg en su bodega de carga. El avión podía llevar depósitos adicionales de combustible bajo las alas de 7500 l para aumentar su radio de acción. El Valiant no llevaba armamento defensivo.

## Historia operacional

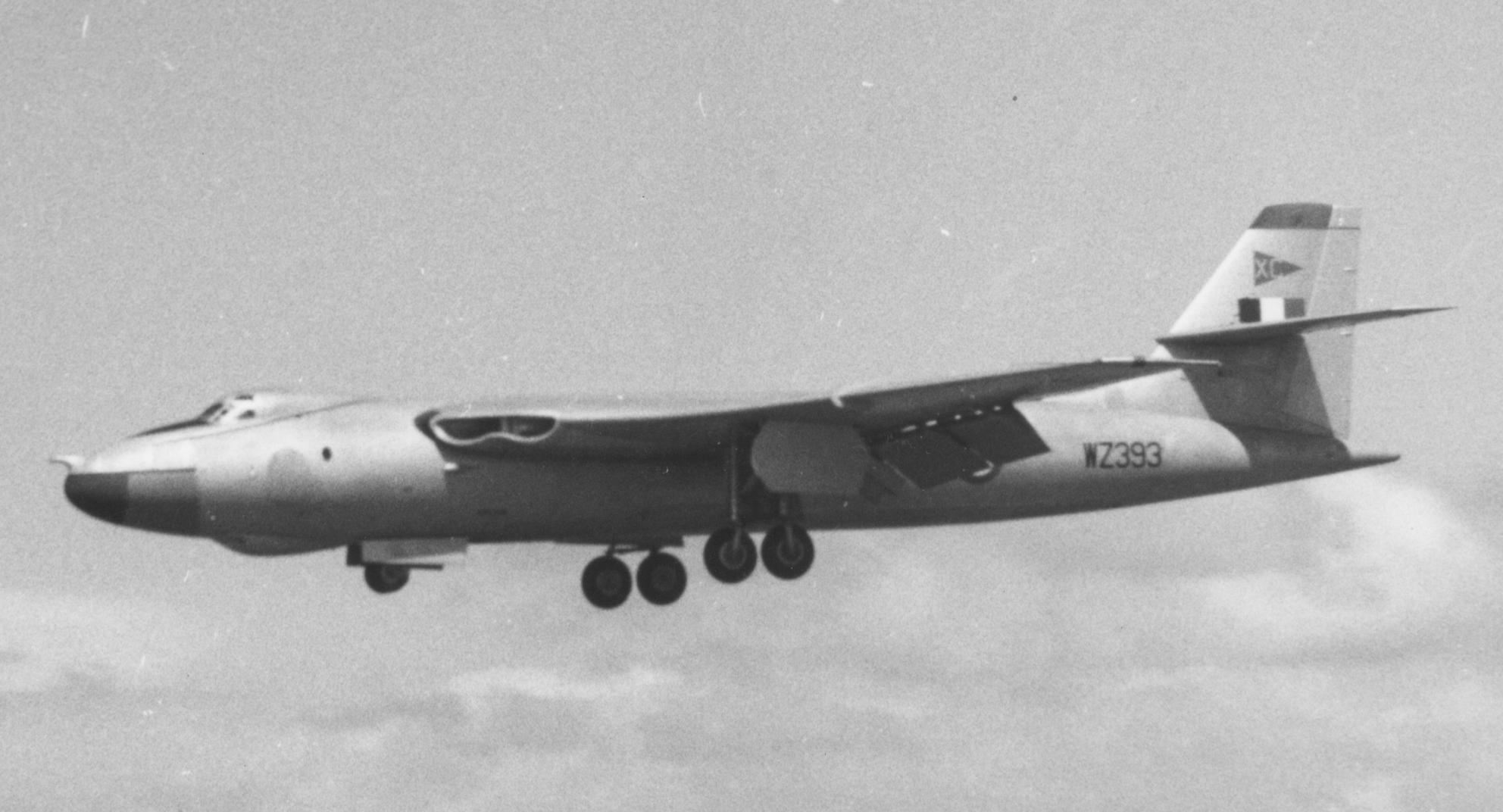
El bombardero en servicio en 1961.

La primera unidad operacional de la RAF equipada con el Valiant fue el Escuadrón N.º 138, con base en RAF Gaydon, que se trasladaron posteriormente a RAF Wittering. En su punto álgido, el Valiant estaba disponible en al menos siete escuadrones de la RAF.
Un Valiant B.1 (WZ366) del Escuadrón N.º 49 fue el primer avión de la RAF en lanzar una bomba atómica británica, cuando se realizó la prueba nuclear de la Blue Danube en Maralinga, Australia Meridional, el 11 de octubre de 1956.
El Valiant fue el primer bombardero de la Serie V en entrar en combate durante la intervención en el Canal de Suez en octubre y noviembre de 1956. Durante la Guerra de Suez, los Valiant con base en Malta atacaron objetivos egipcios con bombas de alto explosivo. Fue la última vez que los bombarderos de Serie V realizaron una misión de ataque hasta que los Avro Vulcan atacaron posiciones en la Guerra de las Malvinas de 1982.
Aunque los egipcios no realizaron una oposición contra los ataques y no se perdió ningún avión, el resultado de los ataques fue decepcionante. Los objetivos principales fueron siete aeródromos egipcios. Aunque los Valiant lanzaron un total de 856 toneladas de bombas, sóolo tres aeródromos fueron dañados seriamente.
El 15 de mayo de 1957, un Valiant B(K).1 del Escuadrón N.º 49 lanzó la primera bomba de hidrógeno británica, la Green Granite Small, sobre el Pacífico, como parte de la Operación Grapple. Aunque la explosión se llevó a cabo, la prueba no fue un éxito completo, ya que el rendimiento medido fue de menos de un tercio de lo esperado. La serie de pruebas Grapple continuó hasta 1958, consiguiendo éxito en abril de 1958 con una bomba Green Granite Large, cuyo rendimiento fue diez veces mayor que la primera. Las pruebas continuaron, pero en noviembre de 1958 se finalizó cuando el Gobierno británico decidió no realizar más ensayos nucleares.
Los Valiant fueron asignados inicialmente para tareas de bombardeo nuclear estratégico, pero, a comienzos de los años 60, esa tarea pasó a los Victor y Vulcan. Tres escuadrones de Valiant fueron asignados para apoyo a la OTAN en tareas de bombardeo táctico, y dos escuadrones más como cisternas. También continuaron como aviones de reconocimiento fotográfico.
Los aviones fueron retirados en octubre de 1964 y oficialmente puestos fuera de servicio en enero de 1965. Sólo se conserva un Valiant completo, el XD818, que se encuentra en el Museo de la RAF en Cosford.

## Variantes

Dibujo 2 vistas del Vickers Valiant.

Se fabricaron, incluyendo tres prototipos, un total de 107 unidades. La producción finalizó en agosto de 1957.
Valiant B.1
Versión de bombardeo, 36 unidades incluyendo cinco Type 674 de preproducción, que estaban propulsados por motores Avon RA.14 de similar potencia a los Avon 201, y 31 del Type 706, versión de producción, propulsada por motores Avon RA.28 204 o 205 con 47 kN de empuje cada uno.
Type 710 Valiant B(PR).1
Avión de reconocimiento y bombardeo. Se fabricaron 11 unidades.
Type 733 Valiant B.PR(K).1
Bombardero, avión de reconocimiento y avión cisterna. Se fabricaron 13 unidades.
Type 758 Valiant B(K).1
Bombardero, avión cisterna. Se fabricaron 44 unidades y se pidieron 16 más, pero fueron cancelados.
Valiant B.2
1 prototipo.
- Vickers también consideró una versión de transporte aéreo del Valiant, con alas montadas en el plano bajo, una envergadura incrementada a 42,7 m y un fuselaje alargado a 44,5 m y mejores motores. Se comenzó el prototipo, denominado Type 1000, a principios de 1953. Del prototipo se desarrolló una versión militar, el Type 1002, y una variante civil, el Type 1004. Sin embargo, el prototipo del Type 1000 fue cancelado antes de su finalización.[32]

## Especificaciones (Valiant B.1)
Referencia datos: Vickers Aircraft since 1908, Jet Bombers

### Características generales
- Tripulación: Cinco (piloto, copiloto, dos navegantes e ingeniero de electrónica)
- Longitud: 33 m (108,2 ft)
- Envergadura: 34,9 m (114,3 ft)
- Altura: 9,8 m (32,2 ft)
- Superficie alar: 219 m² (2357,4 ft²)
- Peso vacío: 34 400 kg (75 817,6 lb)
- Peso máximo al despegue: 79 400 kg (174 997,6 lb)
- Planta motriz: 4× turborreactor Rolls-Royce Avon RA28 2004 .
  - Empuje normal: 44 kN (4487 kgf; 9892 lbf) de empuje cada uno.

### Rendimiento
- Velocidad nunca excedida (Vne): 912 km/h (567 MPH; 492 kt) (Mach 0,84)
- Alcance: 7245 km (3912 nmi; 4502 mi) con depósitos alares
- Techo de vuelo: 16 460 m (54 003 ft)
- Régimen de ascenso: 20 m/s (3937 ft/min)
- Carga alar: 286 kg/m² (58,6 lb/ft²)
- Empuje/peso: 0,29

### Armamento
- Bombas: 

  - 1x Blue Danube[35] de 4500 kg o
  - 1x B28[36] o
  - 21 de 450 kg

## Aeronaves relacionadas

### Aeronaves similares
- Boeing B-47 Stratojet
- Avro Vulcan
- Handley Page Victor

### Secuencias de designación
- Secuencia Numérica (interna de Vickers): ← 654 - 657 - 659 - 660 - 663 - 664 - 667 - 668 - 672-674 - 700-703 - 705 - 706 - 707 - 708 - 709 - 710 - 711 - 712 - 715 - 716 - 718 - 720 - 721 - 722 - 723 - 724 - 725 -- 728 - 729 - 730-732 - 733 - 734-742 - 743 - 744-745 - 747-749 - 754-757 - 758 - 759-798 - 799 - 800-843 →